# 2904 Millman
2904 Millman è un asteroide della fascia principale del diametro medio di circa 16,88 km. Scoperto nel 1981, presenta un'orbita caratterizzata da un semiasse maggiore pari a 2,6033588 UA e da un'eccentricità di 0,1393528, inclinata di 15,38171° rispetto all'eclittica.